# Accademia di belle arti di Foggia
L’Accademia di belle arti di Foggia, è un'istituzione culturale per l'alta formazione artistica. Istituzione Pubblica di livello Universitario, nasce nel 1970 e ha sede nello storico palazzo della ex Banca d'Italia.
Secondo l'offerta formativa (MIUR) l'accademia di belle arti foggiana, è compresa nel comparto universitario nel settore dell'alta formazione artistica e musicale e rilascia diplomi accademici di 1º livello (equipollenti alla laurea) e di 2º livello (equipollenti alla laurea magistrale).
Nella stessa si svolgono i corsi di laurea accademica in decorazione, grafica, pittura, scenografia, scultura, comunicazione e didattica dell’arte, comunicazione e valorizzazione del patrimonio artistico contemporaneo, nuove tecnologie per l'arte, progettazione artistica per l’impresa, restauro, Interiordesign, fashion design, fumetto ed illustrazione e costume. L'Istituzione è inoltre impegnata in corsi biennali ad indirizzo didattico per la formazione dei Docenti, corsi per l'abilitazione al sostegno e master di livello universitario.
A partire dal 2024, l'Accademia è diretta dal prof. Francesco Arrivo.